# Twin Falls (Idaho)
Twin Falls es una ciudad ubicada en el condado de Twin Falls en el estado estadounidense de Idaho. En el Censo de 2010 tenía una población de 44125 habitantes y una densidad poblacional de 938,15 personas por km². Se encuentra sobre el curso medio-alto del río Snake, el principal afluente del río Columbia.

## Geografía

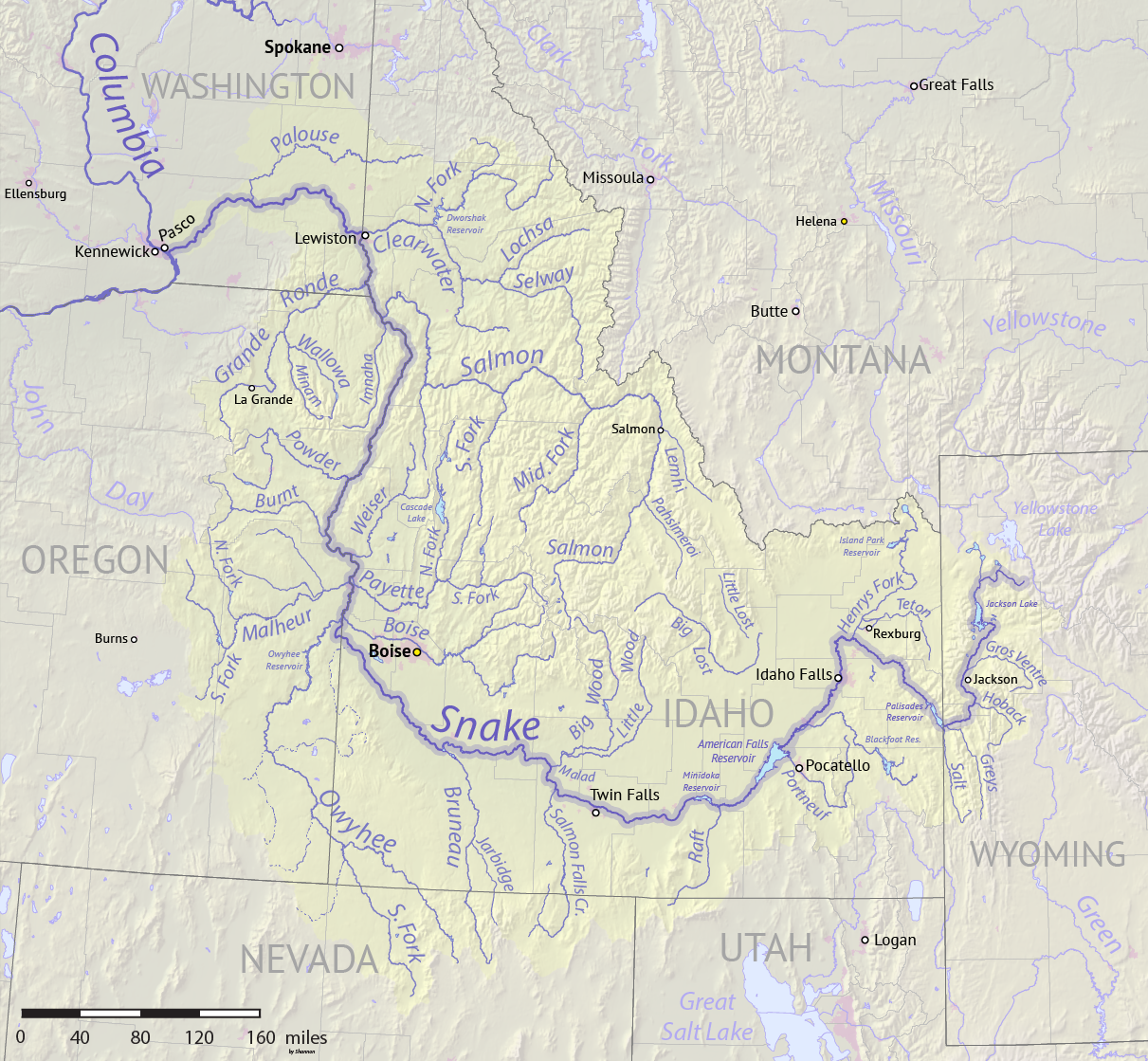
Mapa del río Snake donde aparece Twin Falls sobre el curso medio-alto del río

Twin Falls se encuentra ubicada en las coordenadas 42°33′41″N 114°27′49″O / 42.56139, -114.46361. Según la Oficina del Censo de los Estados Unidos, Twin Falls tiene una superficie total de 47.03 km², de la cual 46.89 km² corresponden a tierra firme y (0.31%) 0.15 km² es agua.

## Demografía
Según el censo de 2010, había 44 125 personas residiendo en Twin Falls. La densidad de población era de 938,15 hab./km². De los 44 125 habitantes, Twin Falls estaba compuesto por el 92,0% blancos, el 0,5% eran afroamericanos, el 0,9% eran amerindios, el 1,0% eran asiáticos, el 0,1% eran isleños del Pacífico, el 2,9% eran de otras razas y el 2,6% pertenecían a dos o más razas. Del total de la población el 12,3% eran hispanos o latinos de cualquier raza.